# 山口彊
山口 彊（やまぐち つとむ、英語：Tsutomu Yamaguchi、1916年3月16日 - 2010年1月4日）は、広島と長崎で2回にわたって被爆した「二重被爆者」の1人であり、2度の直接被爆が公式に初めて認定された人物である。

## 経歴
1916年、長崎県に生まれる。旧制中学校を卒業後、長崎三菱造船に入社し、艤装設計課で製図工として勤務する。

### 広島市と長崎市での被爆
1945年5月、山口は同年8月7日までの予定で広島の造船所に設計技師として出張する。8月6日に広島市に原爆が投下されたとき、彊は職場への通勤途中であり、爆心地から約3キロメートルの広島電鉄江波線江波電停にいた ところ、被爆した。この被爆で彼は左鼓膜が破れ、左上半身に大やけどを負った。彊は妻と子供に会うため、国鉄山陽本線己斐駅から翌日の救援列車に乗って長崎へ帰った。
8月9日、長崎市に原爆が投下され、長崎三菱造船の事務所で再び被爆する。妻と子供も原爆の後遺症とみられる癌のため、2005年に息子が、2008年に妻がそれぞれ亡くなった。

### 戦後
終戦後、長崎三菱造船を解雇され、長崎に駐留していたアメリカ海兵隊第5大隊に通訳として従事する。その後中学校の英語教員を7年間務めた後、三菱造船に復職し、定年までタンカーの設計を行った。
2006年、記録映画『二重被爆』に出演した（後述）。
彼の原爆手帳には2度の直接被爆が記載されている。1957年8月に手帳が交付されたとき、両方の被爆が記載されていたが、後に更新された時に広島市の記載が消去された。2009年1月になって追加記載を申請し、広島市の記載が復活した。
2009年3月に、原爆の後遺症とみられる癌にかかっていることをインタビューで明かした。
2009年12月22日には、米国の映画監督ジェームズ・キャメロンが病室を訪問し、原爆をテーマにした映画の構想について話した。それを聞いた彊は英語で「私の役目は終わった。後はあなたに託したい」と語ったという。
2010年1月4日午前5時38分、胃がんのため長崎市内の病院で死去した。93歳没。
広島・長崎に原爆投下したB-29両機にレーダー士として搭乗した乗務員の孫のアリ・ビーザーは、「戦争のときに家族は何をしていたかを調べる」という小学校の課題をきっかけに原爆に関心を持ち、成人してからは日本に被曝者の話を聞きに来るほどになっていた。それが機縁となって、山口彊の孫の原田小鈴はビーザーと面識を持つことになり、両名は現在、協力して核兵器廃絶に向けた活動に取り組んでいる。

## エピソード

### 映画出演
2006年、記録映画『二重被爆』（監督:青木亮）に出演する。この映画は山口の提案により海外上映が行われ、ニューヨークの国際連合本部とコロンビア大学で上映が行われた。上映にあわせて自ら渡米し、核兵器廃絶を訴えた。2007年には自らの証言を綴った『生かされている命』を出版した。また、10代の頃から始めた短歌を趣味としており、1999年8月の第37回原爆忌文芸大会で長崎県知事賞を受賞している。歌集『人間筏』の自費出版もしている。
その後2011年には、『二重被爆〜語り部 山口彊の遺言』として、前作製作から山口が亡くなるまでを追った記録映画が公開。

### BBCクイズ番組問題
英国放送協会（BBC）が2010年12月17日に放映した人気お笑いクイズ番組「QI」H series Episode 13で山口が取り上げられ、下記のような会話がなされて話題にされた。
- 「えーと、この人は見方によって、最も不運とも最も幸運とも言えるんだ」、「ずいぶん長生きだったから、それほど不運だったとも言えないね」
- 「明るい人だったんだよ」「写真ではあんまり明るそうじゃないね」「そう、二つのキノコ雲に挟まれてね」
- 「生き延びたから世界一運がいいのか、それとも運が悪いのか…」「要するにコップは半分空というか半分入ってるというか。どっちにしても放射能に汚染されてると。だから飲んじゃダメと」

このことが、「二重被爆者が『世界一運が悪い男』などと笑いのタネにされた」として物議をかもす結果となり、在英国日本国大使館は2011年1月7日、「原爆投下の問題をコメディー番組で取り上げるのは極めて不適切で日本人の国民感情を無視している」と抗議の書簡をBBCと製作会社に送った。1月17日になって製作会社から「配慮に欠けていた」などとする返答があり、21日、BBCの娯楽番組担当広報責任者と番組制作会社は連名で「（日本の皆さまに）不快な思いをさせ、申し訳ない」と謝罪する声明を発表した。
日本政府内からは「怒り心頭というか、強い怒りと不快感を持った」（前原誠司外相）など非難の声が上がり、番組の司会者であるスティーヴン・フライが予定していた日本取材も中止された。3月7日には、BBCのマーク・トンプソン会長名で電子メールによる謝罪文が長崎市に送信された。
もっとも、イギリス国内では笑いの趣旨が原爆問題に対するものではなく、原爆投下の翌日には動いていた日本の鉄道事情を引き合いにしたイギリスの鉄道事情への自虐であるとの認識から、日本からの抗議に対して困惑や疑問の声もあった。
この問題がきっかけとなり、先述の記録映画「二重被爆」「二重被爆〜語り部 山口彊の遺言」が2011年夏にロンドンで上映されることとなった。

## 著作
- 『生かされている命 - 広島・長崎 「二重被爆者」、90歳からの証言』（講談社、2007年7月25日、ISBN 978-4062141659）
- 『ヒロシマ・ナガサキ 二重被爆』 (朝日文庫) （朝日新聞出版、2009年7月7日、ISBN 978-4022616333）